# Stazione marittima di Genova

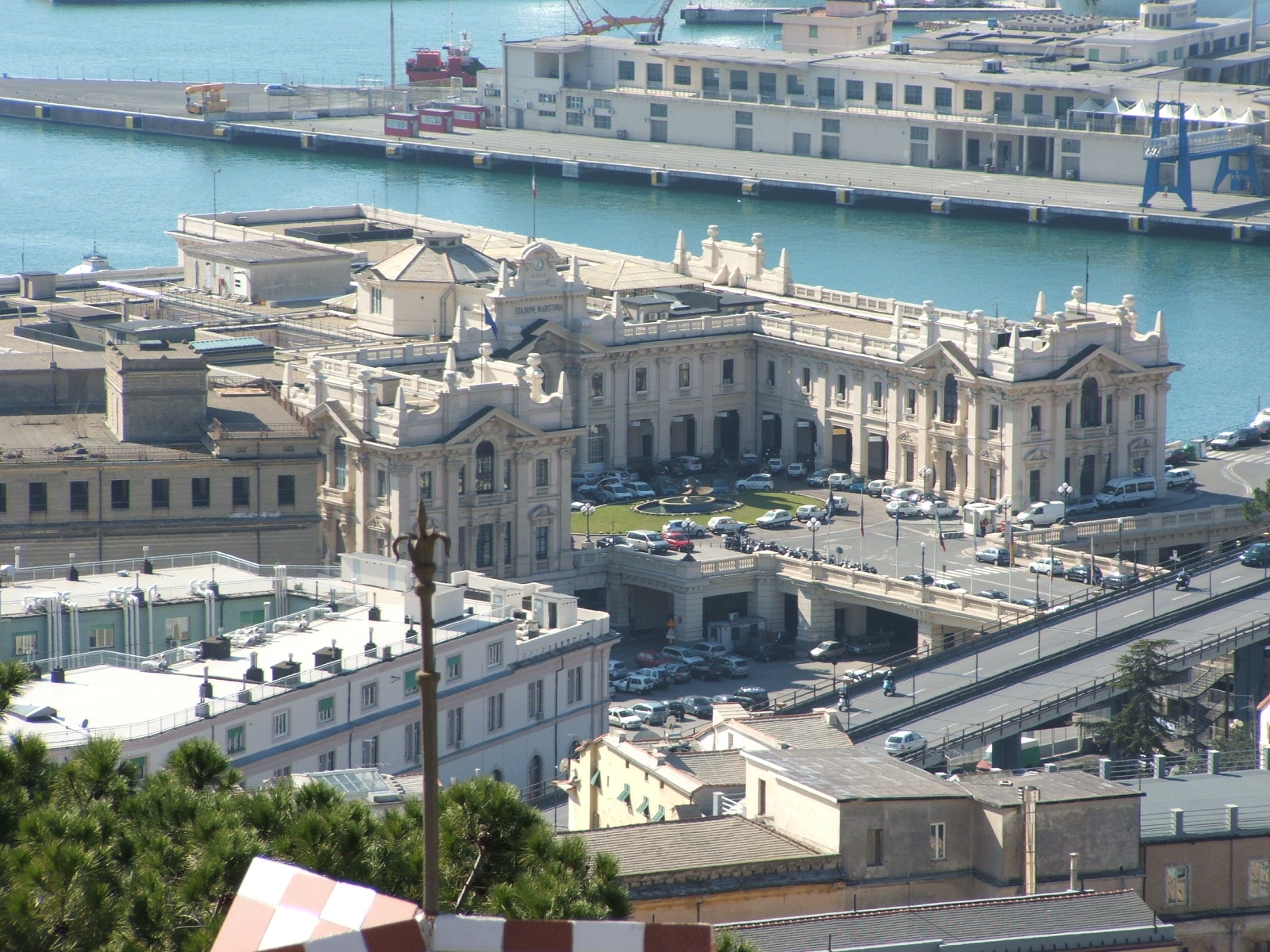
La Stazione marittima di Genova vista dal Castello d'Albertis

La stazione marittima di Genova è il principale punto di imbarco per il traffico crocieristico del porto di Genova. È situato a ponte dei Mille, poco distante dall'area del porto antico, dalla Darsena, dal complesso universitario della ex facoltà di economia e commercio (oggi dipartimento di economia) e dal Galata − Museo del mare.
Già area di scarico e traffico merci dell'antica repubblica marinara genovese, luogo di partenza dei tanti emigranti verso le Americhe e dei passeggeri dei grandi transatlantici del XX secolo, è oggi la sede operativa dell'odierno terminal crociere del porto di Genova. Restaurata interamente nel 2001, la stazione marittima di Genova è stata protagonista d'incontri ufficiali durante il G8 di Genova.

## Storia
L'area portuale dove oggi sorge la stazione marittima fu nei secoli un importante sito storico di Genova, capitale dei traffici commerciali marittimi. I sempre più crescenti traffici e collegamenti porteranno nella metà del XIX secolo a rivedere interamente la zona di ponte dei Mille dove nell'opera di ampliamento, con la costruzione di un nuovo pontile e strade, si procedette alla demolizione della chiesa di San Tomaso e del promontorio di Caput Arenae.
La necessità di una sala passeggeri si rese necessaria sul finire del XIX secolo in contemporanea alle sempre più frequenti migrazioni e tale richiesta fu eseguita dal Genio civile con la costruzione della prima sala tra il 1884 e il 1890. L'edificio era composto da un unico piano in muratura con all'interno sale passeggeri, sala ristoro, sala medica e avamposto di polizia. Risale a questo periodo l'intitolazione del pontile al principe di Germania Federico Guglielmo III.
Al sempre più crescente fenomeno migratorio, Genova divenne di fatto sul finire dell'Ottocento e inizio Novecento meta di partenza per i migranti liguri e del Nord d'Italia, si affiancò agli inizi del XX secolo la nascita dei transatlantici, navi passeggeri con rotte sempre più lontane. Le sale e il ponte risultarono ben presto inadeguate al notevole flusso dei passeggeri e già nel 1914 s'intrapresero i lavori per il suo ampliamento e rivisitazione.
Dopo modifiche al progetto in corso d'opera, a firma dell'ingegnere L. Biondi, capo dell’ufficio tecnico del Consorzio Autonomo del Porto e soprattutto dopo la pausa forzata a causa della prima guerra mondiale nell'ottobre del 1930, l'opera di costruzione della nuova stazione marittima poté dichiararsi conclusa. Il nuovo edificio è composto da tre corpi di fabbrica con passerelle di collegamento tra le varie sale, queste ultime divise in prima e seconda classe nel piano primo e di terza classe nel piano calata.
I viaggi transoceanici per le Americhe incrementarono sempre più il passaggio e sosta di passeggeri e soprattutto dei grandi transatlantici dell'epoca (in buona parte della Italia - Società di Navigazione), facendo scalo nella stazione marittima genovese, talvolta anche con la presenza di personalità politiche o di celebrità. Il flusso nelle sale diminuì notevolmente dagli anni settanta del Novecento quando l'aereo sostituì le attraversate oceaniche via mare.
Oggi la stazione è sede della società Stazioni Marittime Spa, fondata nel 1987, con gestione del terminal passeggeri del porto di Genova. In occasione del G8 di Genova nel 2001 l'intera area è stata completamente rivista e restaurata.
Nell'ex sala doganale di prima classe, sul lato ovest della stazione, si trovano ventiquattro pannelli pittorici attribuiti al pittore Galileo Chini, mentre nella sala del lato sud è conservata la statua marmorea Roma Eterna dello scultore Angelo Zanelli originariamente posizionata nel salone centrale del celebre transatlantico Roma.

## Galleria d'immagini

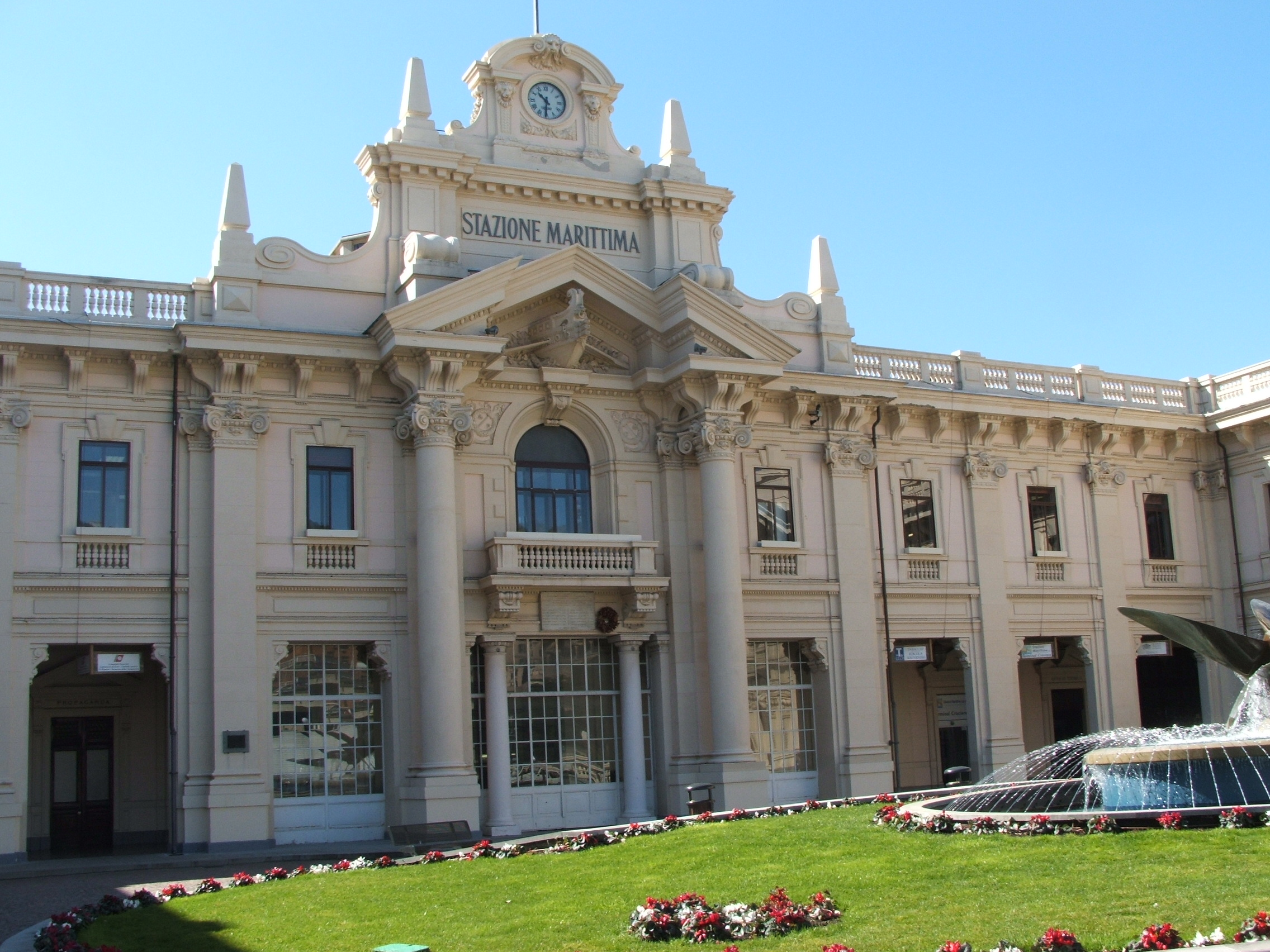
La stazione marittima di Genova
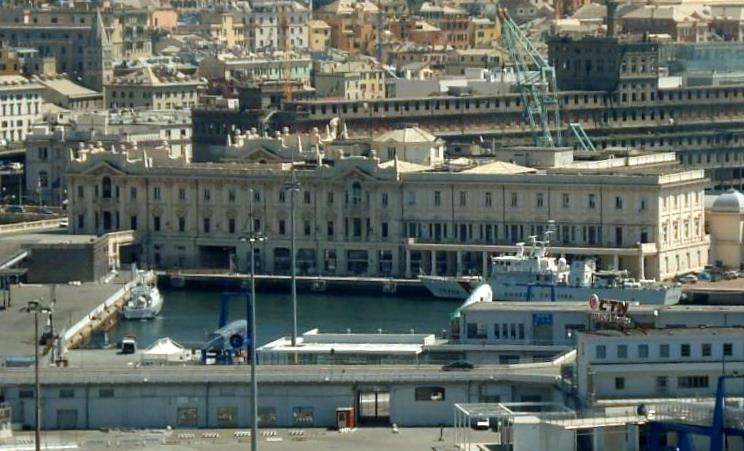
Prospetto laterale (vista da occidente)
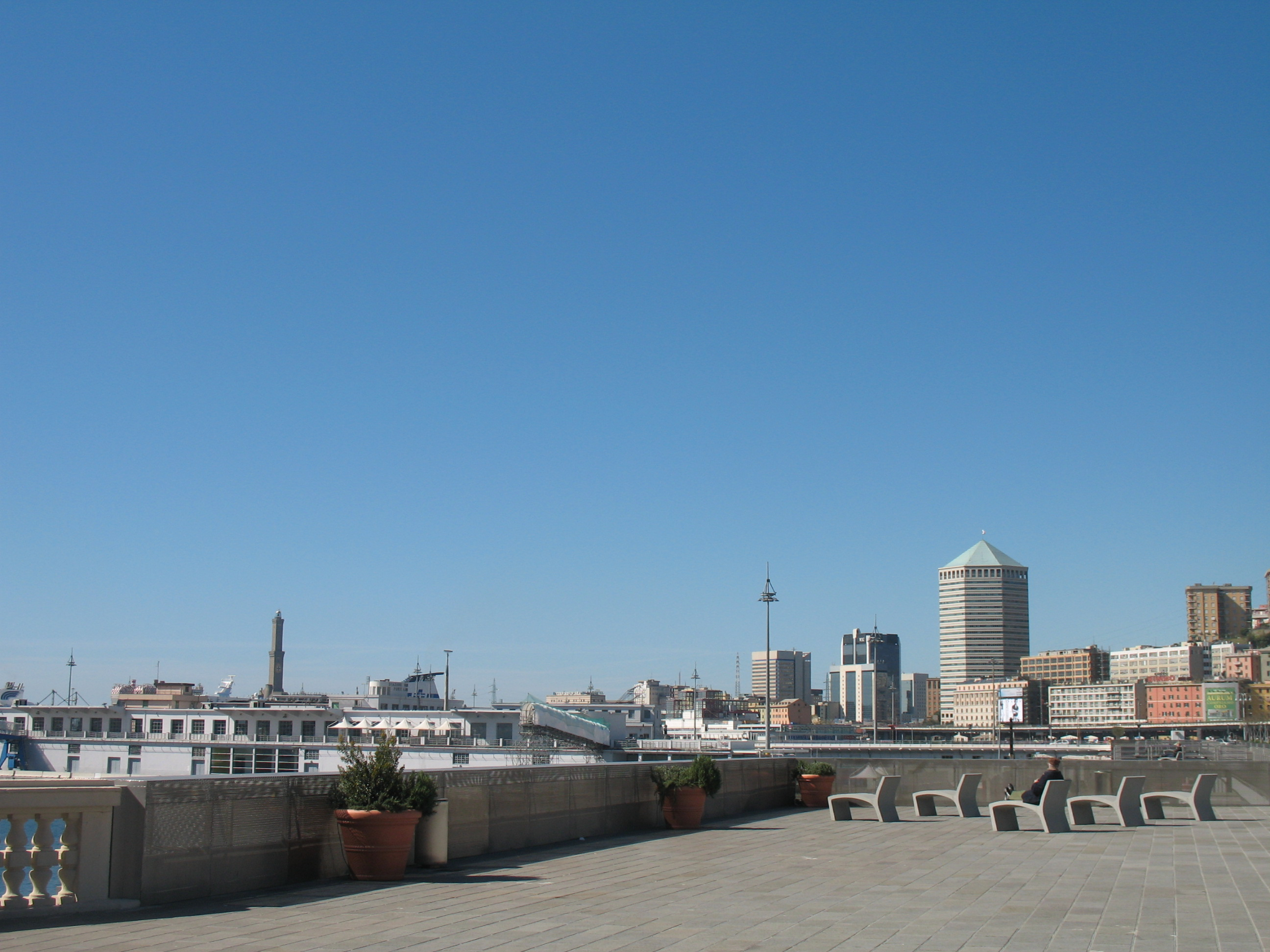
Passeggiata antistante la Stazione marittima
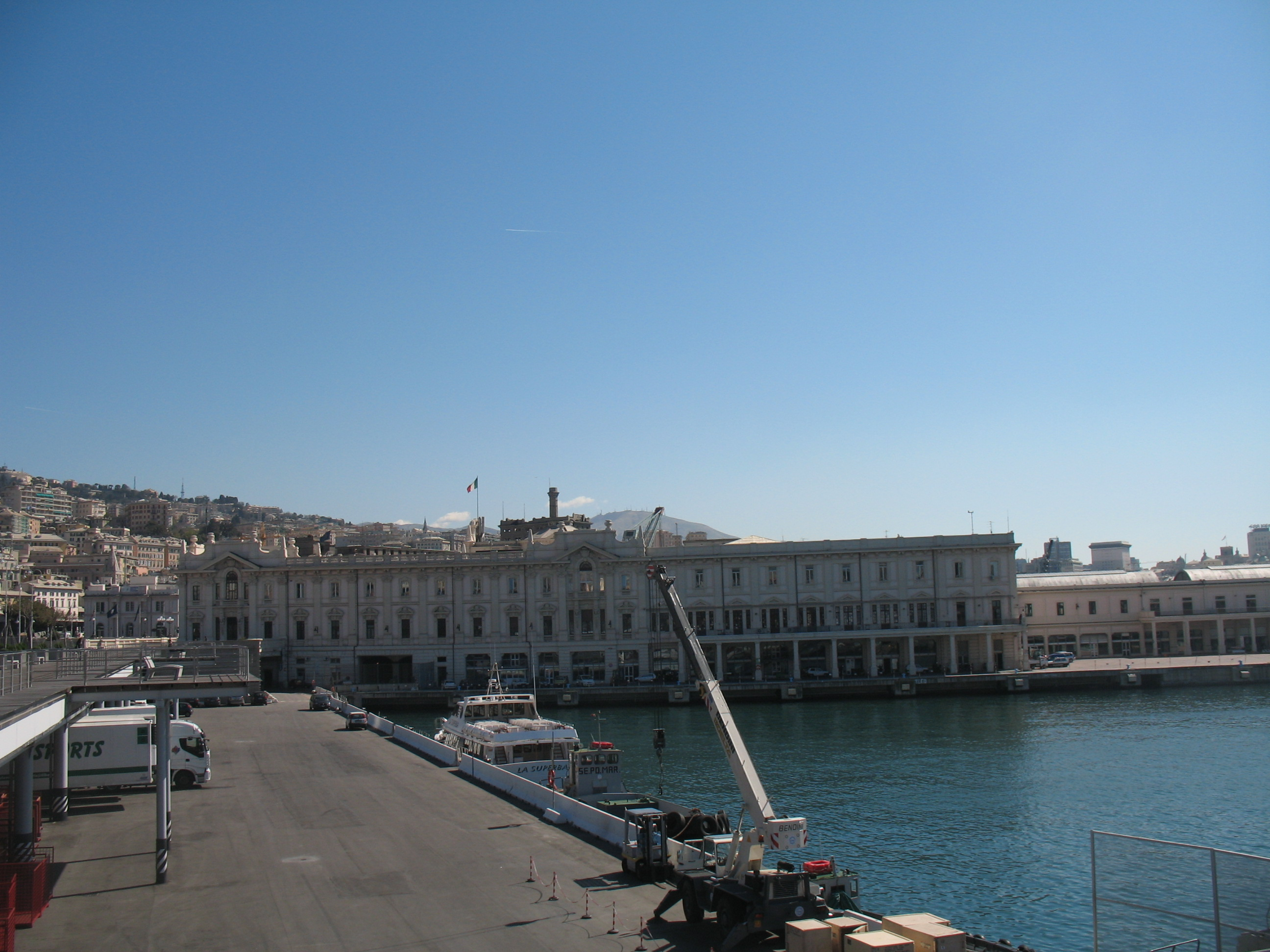
Passeggiata antistante la Stazione marittima
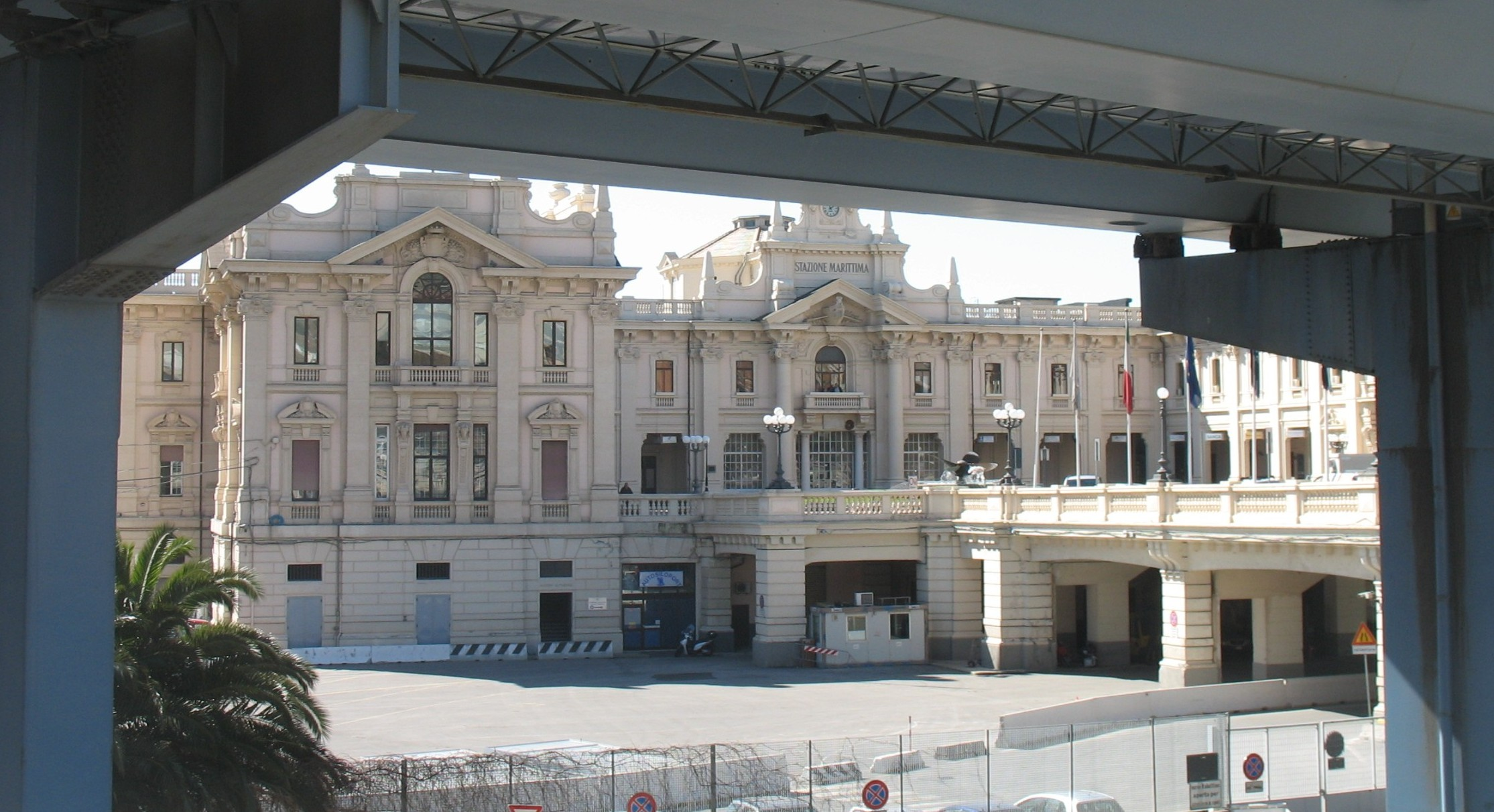
La Stazione marittima vista attraverso la strada sopraelevata
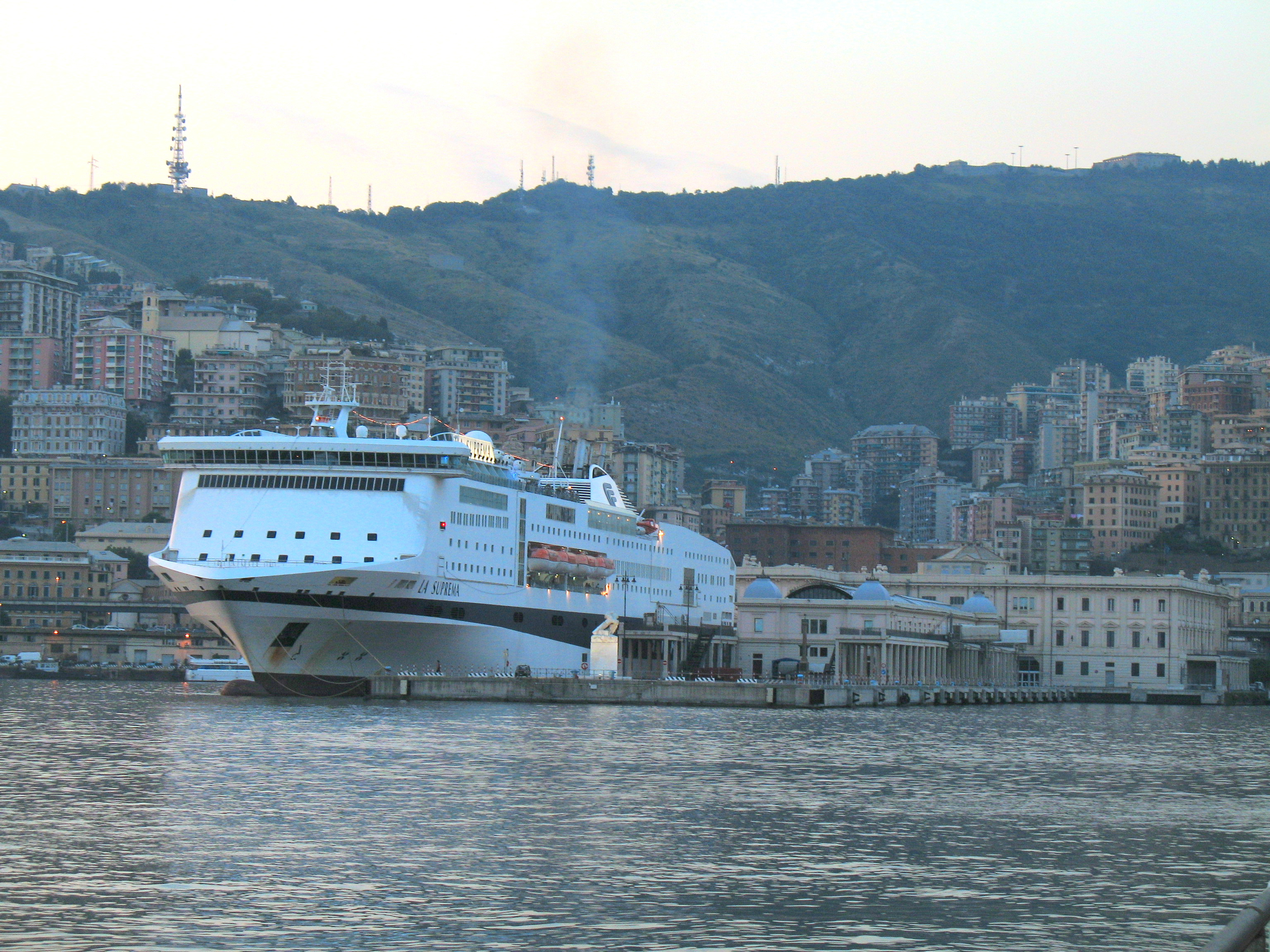
Nave La Suprema della compagnia Grandi Navi Veloci in partenza dalla Stazione marittima